# Chersotis bohatschi
Chersotis bohatschi är en fjärilsart som beskrevs av Hans Rebel 1904. Chersotis bohatschi ingår i släktet Chersotis och familjen nattflyn. Inga underarter finns listade i Catalogue of Life.